# Porto Amazonas
Porto Amazonas is een gemeente in de Braziliaanse deelstaat Paraná. De gemeente telt 4.348 inwoners (schatting 2009).